# Jelle Zijlstra

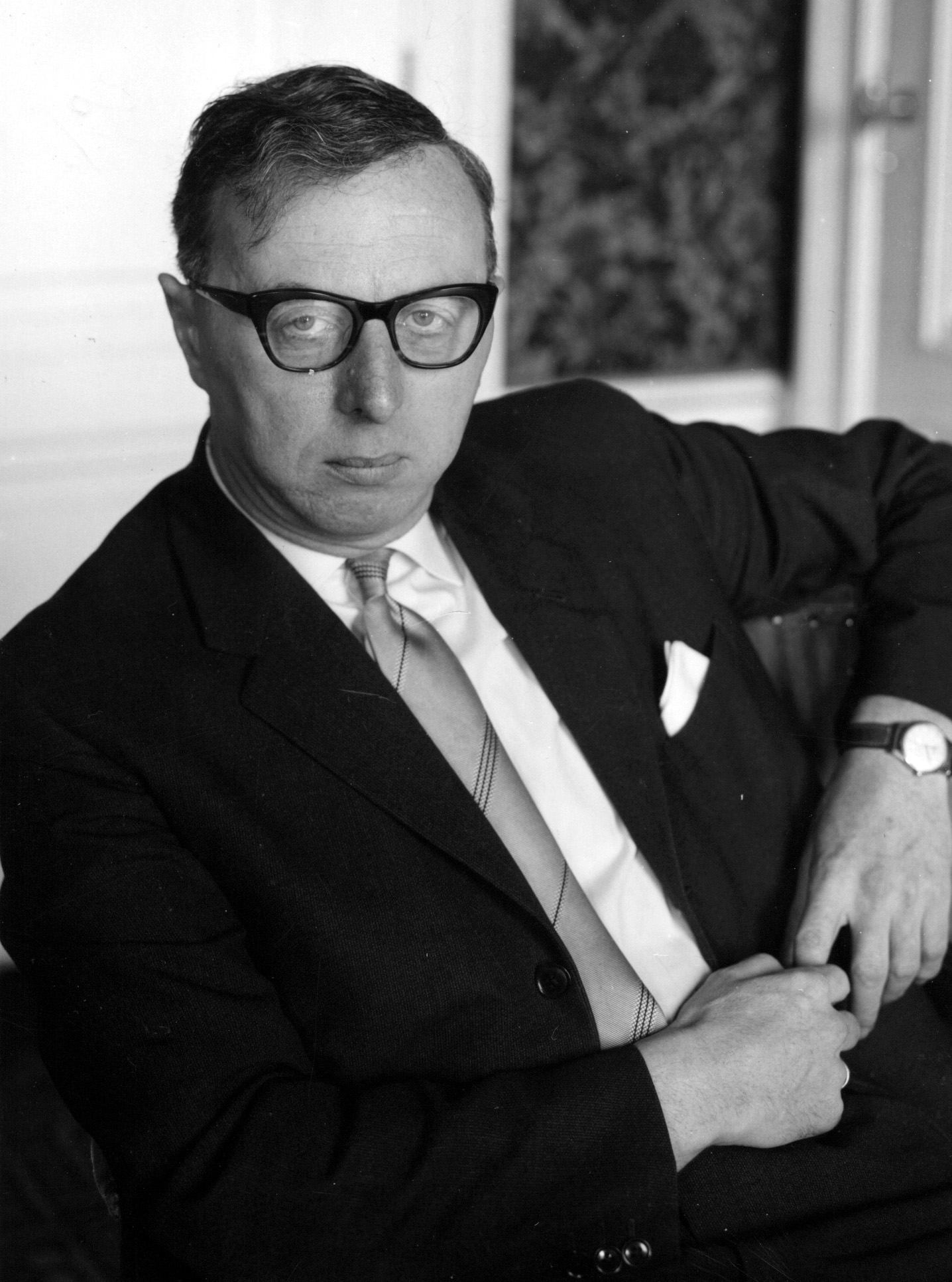
Jelle Zijlstra, 1966

Jelle Zijlstra (* 27. August 1918 in Oosterbierum, heute zu Franekeradeel; † 23. Dezember 2001 in Wassenaar) war ein niederländischer Wirtschaftswissenschaftler und Politiker der Anti-Revolutionaire Partij (ARP). Von 1966 bis 1967 war er Ministerpräsident eines Übergangskabinetts. Von 1967 bis 1981 war Jelle Zijlstra Präsident von De Nederlandsche Bank, der Zentralbank der Niederlande. 1983 wurde ihm der Ehrenrang eines Staatsministers verliehen.

## Biografie
Jelle Zijlstra wurde 1918 in Oosterbierum als Sohn des Landwirts und Getreidehändlers Ane Zijlstra und dessen Frau Pietje Postuma geboren. 1937 begann er an der Universität Rotterdam ein Studium der Wirtschaftswissenschaften. An der Universität schloss er sich der Studentenverbindung Societas Studiosorum Reformatorum Roterodamensis an, deren Vorsitzender er wurde. Wegen des beginnenden Zweiten Weltkriegs und der anschließenden Besetzung der Niederlande durch das Deutsche Reich war Zijlstra gezwungen sein Studium mehrmals zu unterbrechen. Um dem Arbeitseinsatz in Deutschland zu entgehen, lebte er einige Zeit in Friesland im Untergrund. Nach dem Ende des Krieges konnte er sein Studium im November 1945 beenden, 1948 folgte die Promotion zum Doktor der Wirtschaftswissenschaften. Im Anschluss erhielt er eine Professur an der neu gegründeten Wirtschaftsfakultät der Vrije Universiteit Amsterdam.
Nachdem er bereits in jungen Jahren der christdemokratischen Partei ARP beigetreten war, begann er sich nun verstärkt politisch zu engagieren und wurde unter anderem in den Sociaal-Economische Raad berufen, der Regierung und Parlament in sozialökonomischen Fragen berät. Nach den Parlamentswahlen von 1952 wurde die ARP Teil der neuen Koalitionsregierung, Zijlstra erhielt den Posten des Wirtschaftsministers zugesprochen. In dieser Position trat er für eine stärkere Regulierung der niederländischen Wirtschaft ein, obwohl sich diese zu Beginn seiner Amtszeit in einer Wachstumsphase befand. Nach den Parlamentswahlen von 1956 blieb er auch im neu gebildeten Kabinett unter Ministerpräsident Willem Drees weiter Wirtschaftsminister. Des Weiteren war Zijlstra fortan Fraktionsvorsitzender der ARP in der Zweiten Kammer der Generalstaaten. Nach dem Sturz dieser Regierungskoalition führte er von Dezember 1958 bis Mai 1959 neben dem Wirtschafts- auch das Finanzressort der entstandenen Übergangsregierung. Im Anschluss an die folgenden Neuwahlen gab er sowohl den Fraktionsvorsitz seiner Partei als auch das Wirtschaftsministerium ab und war fortan nur noch als Finanzminister tätig.
1962 teilte Zijlstra auf Grund von Spannungen innerhalb der ARP mit, dass er nicht erneut um ein Mandat für die Zweite Kammer kandidieren werden würde. Neben einigen Tätigkeiten außerhalb der Politik – darunter eine außerordentliche Professur für öffentliche Finanzen an der Universität Amsterdam – hielt er jedoch zwischen 1963 und 1966 einen Sitz in der Ersten Kammer des Parlaments. 1966 wurde Zijlstra nach dem Auseinanderbrechen der aktuellen Regierungskoalition mit der Bildung eines Übergangskabinetts betraut. Zwischen dem 22. November 1966 und dem 5. April 1967 stand er als Ministerpräsident und Finanzminister in Personalunion einer Minderheitsregierung vor.
Nach dem Ende seiner Interimsamtszeit als Ministerpräsident wurde Zijlstra im Mai 1967 zum Direktor der niederländischen Zentralbank ernannt, ein Posten, den er bis 1981 behielt. In dieser Zeit war Zijlstra unter anderem maßgeblich verantwortlich für die Koppelung des Niederländischen Guldens an den Kurs der Deutschen Mark in den 1970er-Jahren. Nach seiner Pensionierung ernannte ihn der spätere König Willem-Alexander zu einem Staatsminister der Niederlande. Jelle Zijlstra verstarb schließlich am 23. Dezember 2001 im südholländischen Wassenaar.

## Auszeichnungen
- 1958: Großes Goldenes Ehrenzeichen am Bande für Verdienste um die Republik Österreich[3]